# La Chanteuse inconnue
Pour plus de détails, voir Fiche technique et Distribution.
La Chanteuse inconnue (Where Did You Get That Girl?) est un film américain réalisé par Arthur Lubin et sorti en 1941.
Le titre provient d'une chanson populaire datant de 1913, et qui est utilisée dans la bande son du film.

## Synopsis
L'intrigue du film raconte les mésaventures d'un groupe de swing essayant de percer auprès du grand public.

## Fiche technique
- Titre français : La Chanteuse inconnue[2]
- Titre original : Where Did You Get That Girl?
- Réalisation : Arthur Lubin
- Scénario : Jay Dratler, Paul Franklin, Stanley Rubin d'après une histoire de Jay Dratler
- Producteur : Joseph Gershenson
- Photographie : John W. Boyle
- Production : Universal Pictures
- Distributeur : Universal Pictures
- Durée : 65 minutes
- Date de sortie : 
  - États-Unis : 3 janvier 1941

## Distribution

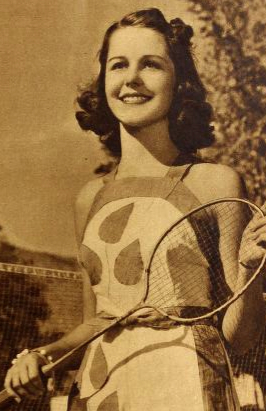
Helen Parrish en 1940.

- Leon Errol : MacDevin
- Helen Parrish : Helen Borden
- Charles Lang : Jeff
- Eddie Quillan : Joe
- Franklin Pangborn : Digby
- Stanley Fields : Crandall
- Tom Dugan: Murphy
- Joe Brown Jr. : Davey
- Leonard Sues : Franky
- Kenneth Lundy : Shrimp
- Joe Cobb : Tubby

## Production
Le tournage du film a commencé le 30 octobre 1940. Il a été réalisé avec un budget de 83 000 $.